# Sudimara (Tabanan)
Sudimara is een bestuurslaag in het regentschap Tabanan van de provincie Bali, Indonesië. Sudimara telt 6151 inwoners (volkstelling 2010).